# О Ин Сон
О Ин Сон (кор.  오은선 ,  呉 银 善; О —  прізвище, Ин Сон —  ім'я) — південнокорейська альпіністка, перша жінка, яка підкорила всі 14 восьмитисячники. Народилася 1 березня 1966 в Намвоні, Південна Корея. Першою серед кореянок стала підкорювачкою семи найвищих вершин на семи континентах.
Пальму першості підкорення всіх  восьмитисячників у кореянки О Ин Сон оскаржує іспанка Едурне Пасабан. Справа в тому, що є сумніви в достовірності сходження кореянки на  Канченджангу. Однак поки звинувачення кореянки в тому, що вона не була на цьому восьмитисячнику не доведено, вона числиться першою серед жінок, які підкорили всі восьмитисячники.

## Хронологія сходжень на восьмитисячники
- Гашербрум II — 17 липня 1997[2]
- Еверест (за допомогою кисню) — 20 травня 2004[2]
- Шишабангма — 3 жовтня 2006[2]
- Чо-Ойю — 8 травня 2007[2]
- K2 (за допомогою кисню) — 20 липня 2007[2]
- Макалу — 13 травня 2008[2]
- Лхоцзе — 26 травня 2008[2]
- Броуд-пік — 31 липня 2008[2]
- Манаслу — 12 жовтня 2008[2]
- Канченджанга (є сумніви в досягненні вершини)[3]
- Дхаулагірі — 21 травня 2009[2]
- Нанга Парбат — 10 липня 2009[2]
- Гашербрум I — 3 жовтня 2009[2]
- Аннапурна — 27 квітня 2010.

## Хронологія підкорення семи вершин
- 2002 Ельбрус
- 2003 Мак-Кінлі
- 2004 Аконкагуа
- 2004 Кіліманджаро
- 2004 масив Вінсон
- 2004 пік Костюшка
- 2004 Еверест[2]

## Ресурси Інтернету
- Oh, Eun-Sun web page (Korean)
- «Bravo! Oh Eun-sun» — Korea Times editorial on Oh's accomplishment, casting a personal light on the story
- Associated Press footage of Oh's summit of Annapurna